# Myiophobus roraimae
A Myiophobus roraimae a madarak (Aves) osztályának a verébalakúak (Passeriformes) rendjéhez, ezen belül a királygébicsfélék (Tyrannidae) családjához tartozó faj.

## Előfordulása
Bolívia, Brazília, Kolumbia, Ecuador, Guyana, Peru és Venezuela területén honos.

## Alfajai
- Myiophobus roraimae roraimae (Salvin & Godman, 1883)
- Myiophobus roraimae rufipennis Carriker, 1932
- Myiophobus roraimae sadiecoatsae (Dickerman & W. H. Phelps, 1987)